# Steffen Stier

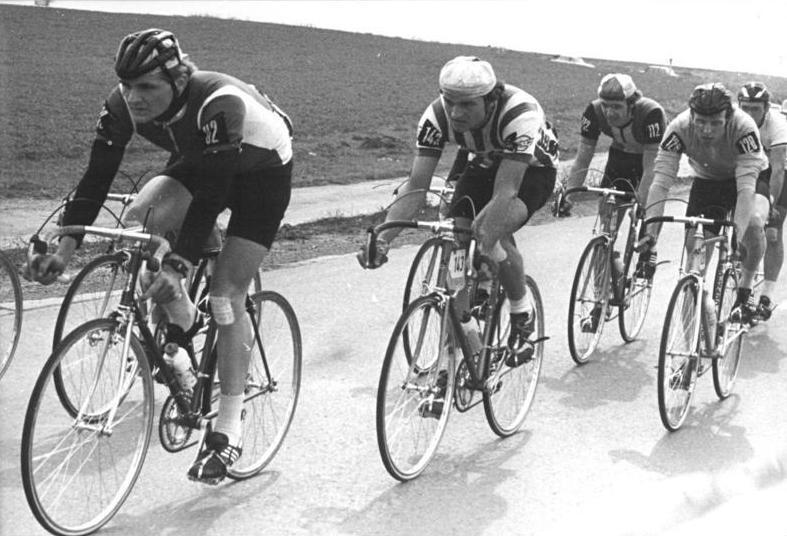
von links Steffen Stier, Andreas Petermann, Jörg Köhler, Detlef Macha

Steffen Stier (* 1961 in Karl-Marx-Stadt) ist ein ehemaliger deutscher Radrennfahrer und nationaler Meister im Radsport.

## Sportliche Laufbahn
Stier wurde 1980, sowie 1982 bis 1984 DDR-Meister in der Mannschaftsverfolgung. 1981 kam ein dritter Platz bei der Meisterschaft dazu. 1981 wurde er Vize-Meister im Zweier-Mannschaftsfahren, 1982 wurde er Dritter in dieser Disziplin. Von den traditionsreichen Bahnrennen in der Werner-Seelenbinder-Halle in Berlin konnte er 1981 mit Mario Hernig die Internationale Zweier-Mannschaftsmeisterschaft gewinnen. Auf der Winterbahn war er einer der erfolgreichsten Fahrer, er gewann zahlreiche Rennen, insbesondere im Punktefahren und Zweier-Mannschaftsfahren. Hier gewann er auch einen weiteren Titel, als er bei der DDR-Meisterschaft 1982 auf der Winterbahn im Punktefahren siegte. Stier startete für den SC Karl-Marx-Stadt. Bei seinen Starts auf der Straße konnte er 1984 Zweiter der Oder-Rundfahrt (mit einem Etappensieg) werden, bei der DDR-Rundfahrt schied er aus.